# Sanadinovo, Plevna
Sanadinovo (în bulgară Санадиново) este un sat în comuna Nikopol, regiunea Plevna,  Bulgaria. 

## Demografie
Componența etnică a satului Sanadinovo
     Turci (5,61%)
     Bulgari (92,97%)
     Nicio identificare (1,4%)
     Altele (0%)
La recensământul din 2011, populația satului Sanadinovo era de 356 locuitori. Din punct de vedere etnic, majoritatea locuitorilor (92,97%) erau bulgari, cu o minoritate de turci (5,61%). Pentru 1,4% din locuitori nu este cunoscută apartenența etnică.